# Conrad Mainwaring
Conrad Montgomery Avondale Mainwaring (* 2. Oktober 1951) ist ein ehemaliger antiguanischer Sprinter.

## Leben

### Jugend und Ausbildung
Mainwaring stammte aus Leicester, England. Er erhielt seine Schulbildung an der City of Leicester Boys’ Grammar School (heute City of Leicester College) und studierte an der Trent Polytechnic Pädagogik im Studiengang Physical Education.
Er unterrichtete Religion und Sport an der Newry Junior School in Leicester.

### Sport
Bei den Olympischen Sommerspielen 1976 war er mit Cuthbert Jacobs, Paul Richards und Fred Sowerby für die 4-mal-400-Meter-Staffel gemeldet, kam dort aber nicht zum Einsatz. Im 110 m Hürdenlauf und im 400 m Hürdenlauf schied er jeweils in den Vorläufen aus.

### Sexuelle Übergriffe und Verurteilung
Mainwaring war in eine Reihe von Skandalen verwickelt, in deren Rahmen viele Athleten, die er während seiner Zeit als Leichtathletiktrainer an verschiedenen Bildungseinrichtungen in den Vereinigten Staaten trainierte, ihn beschuldigten, er habe sexuellen Missbrauch begangen. Im Jahr 2022 sah sich Mainwaring im Berkshire County, Massachusetts, Anschuldigungen von dreifacher sexueller Nötigung und Körperverletzung an einem Kind unter 14 Jahren sowie neunfacher sexueller Nötigung und Körperverletzung an einem Kind über 14 Jahren gegenüber; der Prozess sollte im September 2023 stattfinden. Im Februar 2024 wurde Mainwarning zu 10 bis 11 Jahren Haft verurteilt, nachdem er sich in 14 Fällen der sexuellen Nötigung schuldig bekannt hatte. Betroffen waren neun männliche Opfer, die zum Zeitpunkt der Vorfälle zwischen 13 und 19 Jahre alt waren. Die Vorfälle ereigneten sich während seiner Zeit, als er zwischen 1975 und 1979 im Camp Greylock in Berkshire County arbeitete. Zum Zeitpunkt seines Schuldeingeständnisses waren Mainwaring im Bundesstaat New York außerdem sieben Zivilprozesse wegen sexuellen Missbrauchs anhängig. Die Behörden haben erklärt, dass sie davon ausgehen, dass Mainwaring „viele weitere Opfer“ hatte.